# Гхани
Гхани (ღ, груз. ღანი) — двадцать третья буква современного грузинского алфавита и двадцать шестая буква классического грузинского алфавита.

## Использование
В грузинском языке обозначает звук [ɣ]. Числовое значение в изопсефии — 700 (семьсот).
Также используется в грузинском варианте лазского алфавита, используемом в Грузии. В латинице, используемой в Турции, ей соответствует ğ.
Ранее использовалась в абхазском (1937—1954) и осетинском (1938—1954) алфавитах на основе грузинского письма, после их перевода на кириллицу в абхазском была заменена на ӷ, а в осетинском — на гъ.
В системах романизации грузинского письма передаётся как ḡ (ISO 9984), gh (BGN/PCGN
1981, национальная система, BGN/PCGN 2009), ġ (ALA-LC). В грузинском шрифте Брайля букве соответствует символ ⠫ (U+282B).

## Написание
| Асомтаврули | Нусхури | Мхедрули |
| ----------- | ------- | -------- |
|             |         |          |

## Кодировка
Гхани асомтаврули и гхани мхедрули включены в стандарт Юникод начиная с самой первой его версии (1.0.0) в блоке «Грузинское письмо» (англ. Georgian) под шестнадцатеричными кодами U+10B6 и U+10E6 соответственно.
Гхани нусхури была добавлена в Юникод в версии 4.1 в блок «Дополнение к грузинскому письму» (англ. Georgian Supplement) под шестнадцатеричным кодом U+2D16; до этого она была унифицирована с гхани мхедрули.
Гхани мтаврули была включена в Юникод в версии 11.0 в блок «Расширенное грузинское письмо» (англ. Georgian Extended) под шестнадцатеричным кодом U+1CA6.